# Diecezja Jokohamy
Diecezja Jokohamy – diecezja Kościoła rzymskokatolickiego w Japonii, w metropolii Tokio. Została erygowana w 1937 roku. Dzisiejsze granice uzyskała dwa lata później.

## Biskupi
- bp Jean-Baptiste-Alexis Chambon (1937–1940)
- bp Thomas Asagoro Wakida (1947–1951)
- bp Luke Katsusaburo Arai (1951–1979)
- bp Stephen Fumio Hamao (1979–1998) następnie mianowany przewodniczącym Papieskiej Rady ds. Duszpasterstwa Migrantów i Podróżujących
- bp Rafael Masahiro Umemura (1999 – nadal)